# صموئيل ك سكينر
صموئيل ك سكينر (بالإنجليزية: Samuel K. Skinner)‏ (و. 1938 – م) هو محامي، وبروفيسور (أستاذ جامعي) من الولايات المتحدة الأمريكية ولد في شيكاغو.
وهو عضو في الحزب الجمهوري .

## التعليم
تعلم في جامعة إلينوي في إربانا-شامبين.

## مناصب وهيئات
أدار جامعة نورث وسترن في، وآي بي إم.